# Republikken Firenze
Republikken Firenze (latin: Res publica Florentina; gammelitaliensk: Republica di Fiorenza), officielt kendt som den florentinske republik, var en middelalderlig og tidlig moderne stat, der var centreret om den italienske by Firenze i Toscana, Italien.
Republikken opstod i 1115, da det florentinske folk gjorde oprør mod markgrevskabet i Toscana efter Matilda af Toscanas død, som kontrollerede store områder, der omfattede Firenze. Florentinerne dannede en kommune i hans efterfølgeres sted.
Republikken blev styret af et råd kendt som Firenzes Signoria. Signoriaen blev valgt af gonfaloniere (byens titulære hersker), som blev valgt hver anden måned af medlemmer af den florentinske laug.
Gennem republikken var hovedstaden Firenze et vigtigt økonomisk, kulturelt og politisk center i Europa. Deres mønter florerede over hele Vesteuropa og var den dominerende handelsmønt i Vesteuropa til store transaktioner.[kilde mangler]